# 梦回金沙城
梦回金沙城是一部中国原创动画电影，本片早在2005年就开始策划，历时5年，耗资达8000万人民币。将于2010年7月10日在中国全国上映。

## 简介
本片构思的起源是2001年有着三千多年历史的成都金沙遗址被发现。2006年2月，本片片花参加了日本东京国际动漫节，6月又在法国昂西国际动画电影节展映。以其强烈的中国风和国际风特色赢得众多肯定。亦受到“史莱克之父”阿伦·沃纳的高度肯定。

## 剧情
本片的主人公是一名中学生小龙，小龙个性独立，富有爱心，使命感强。一次偶然的机会，他碰上了来自3500年前的一只小狗，小狗带着他穿越了时空隧道来到那个3500年前，美丽而又神秘的金沙国……

## 特色
本片是国内第一部达到国际B级2K画面标准的动画电影，画面放大30米都清晰。本片亦将同时发行胶片、数字、IMAX3D三个版本。

## 音乐
- 主题曲《心中的花》(演唱： 韩雪)
- 插曲《梦有来世》(演唱： 施佳阳)
- 片尾曲《勇气的理由》(演唱：丛浩楠)

## 奖项
- 第83届奥斯卡最佳动画长篇候选名单
- 第七届中国国际动漫节"美猴奖" 最佳中国动画长片提名
- 意大利未来电影节长篇动画电影竞赛单元白金大地奖提名